# Đề án Zveno
Zveno (tiếng Nga: Звено - Chuỗi liên kết hay một biên đội đơn vị quân sự) là một khái niệm máy bay mẹ-con, được phát triển ở Liên Xô trong thập niên 1930. Hệ thống này gồm một máy bay ném bom hạng nặng Tupolev TB-1 hoặc Tupolev TB-3 hoạt động như tàu mẹ chở 2 tới 5 máy bay tiêm kích con.

## Các cấu hình Zveno

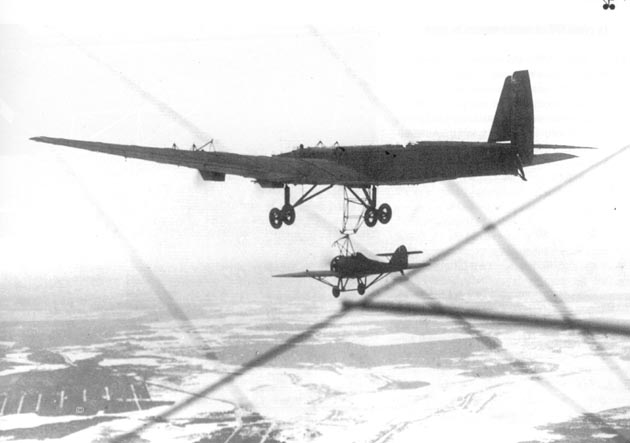
TB-3 gắn với một chiếc Grigorovich I-Z dưới thân.

Source: Shavrov
Zveno-1
Zveno-1a
Zveno-2
Zveno-3
Zveno-5
Zveno-6
Zveno-7
Aviamatka (Airborne mothership)
SPB (Sostavnoi Pikiruyuschiy Bombardirovschik - Combined Dive Bomber)